# Ctenopleura ludwigi
Ctenopleura ludwigi is een kamster uit de familie Astropectinidae.
De wetenschappelijke naam van de soort werd in 1899 gepubliceerd door Perceval de Loriol.